# Seeve (Naturschutzgebiet)
Die Seeve – benannt nach dem linken Nebenfluss der Elbe, der südlich von Hamburg in diese mündet – ist ein Naturschutzgebiet in der niedersächsischen Gemeinde Handeloh in der Samtgemeinde Tostedt, den Gemeinden Jesteburg, Bendestorf und Harmstorf in der Samtgemeinde Jesteburg, den Gemeinden Hanstedt, Asendorf und Marxen in der Samtgemeinde Hanstedt, der Gemeinde Seevetal und der Stadt Buchholz in der Nordheide im Landkreis Harburg.

## Allgemeines
Das Naturschutzgebiet mit dem Kennzeichen NSG LÜ 356 ist circa 533 Hektar groß. Es ist größtenteils Bestandteil des gleichnamigen FFH-Gebietes, das sich über gut 884 Hektar erstreckt. Das Naturschutzgebiet grenzt südöstlich von Handeloh und südlich von Holm-Seppensen an das Naturschutzgebiet „Lüneburger Heide“, zwischen Jesteburg und Bendestorf kleinflächig an das Landschaftsschutzgebiet „Klecker Wald und Umgebung“, von dem es durch die Landesstraße 213 getrennt ist, westlich und nördlich von Seevetal und Maschen an das Landschaftsschutzgebiet „Landschaftsteile an der Reichsautobahn Hamburg-Hannover von km 11 bis km 18“ sowie bei Hörsten an das Naturschutzgebiet „Untere Seeveniederung“. Die Naturschutzgebiete „Hangquellmoor bei Weihe“ südöstlich von Holm-Seppensen und „Altes Moor“ nordwestlich von Seevetal sowie ein kleiner Teil des Naturschutzgebietes „Lüneburger Heide“ an Stellen, an denen der Gewässerlauf der Seeve Bestandteil des Naturschutzgebietes „Lüneburger Heide“ war, sind im Geltungsbereich der Naturschutzverordnung aufgegangen. Das Gebiet steht seit dem 1. Juli 2019 unter Naturschutz. Zuständige Naturschutzbehörde ist der Landkreis Harburg.

## Lage
Das Naturschutzgebiet umfasst einen rund 30 km langen Abschnitt der Seeve beginnend etwas oberhalb der Querung der Kreisstraße 27 südöstlich von Handeloh bis etwas unterhalb des Durchlasses am Rangierbahnhof Maschen. Vielfach sind Bereiche der Aue der Seeve Bestandteil des Naturschutzgebietes. Ansonsten ist auch ein mindestens fünf Meter breiter Gewässerrandstreifen als Puffer zu angrenzenden landwirtschaftlichen Nutzflächen in das Naturschutzgebiet einbezogen. Bei Handeloh ist ein kurzer Abschnitt des Unterlaufs des Weseler Moorbachs bis zur Kreisstraße 27 und ein Abschnitt des Handeloher Bachs mit daran angrenzenden Flächen Bestandteil des Naturschutzgebietes.

## Beschreibung
Das Naturschutzgebiet wird von einem Wechsel von offenen und bewaldeten Flächen geprägt. In den Offenlandbereichen wird die Seeve vielfach von Gehölzen begleitet. Weiterhin sind feuchte Hochstaudenfluren, Röhrichte und Seggenriede zu finden.
Die Seeve ist als naturnahes Fließgewässer mit flutender Unterwasservegetation ausgeprägt. Vorhandene Wehre, wie z. B. an der Holmer Mühle, werden durch Fischtreppen umgangen, um eine Durchgängigkeit des Flusses für wandernde Fische und andere Organismen zu erreichen. Insbesondere unterhalb von Jesteburg ist der Fluss über weiter Strecken begradigt. Er verfügt bei natürlichem Abflussgeschehen über vielfältige Sedimentstrukturen mit feinsandigen, kiesigen und grobsteinigen Bereichen. Die Seeve ist Lebensraum und Laichbiotop verschiedener Fische und Rundmäuler, darunter Groppe, Äsche, Bach-, Fluss- und Meerneunauge. Das Gebiet beherbergt verschiedene Köcher-, Eintags- und Steinfliegen und ist außerdem Lebensraum verschiedener Libellen.
Die Offenlandbereiche werden vielfach als Grünland unterschiedlicher Nutzungsintensitäten bewirtschaftet. Extensiv genutzte Bereiche sind teilweise als artenreiche Feucht- und Nasswiesen ausgeprägt. Sie sind Lebensraum z. B. für Wiesenpieper und Feldlerche und andere Wiesenvögel. Hier siedeln beispielsweise Breitblättriges Knabenkraut, Geflecktes Knabenkraut und Fieberklee. Kleinflächig sind auch artenreiche Borstgrasrasen und Heiden mit Besenheide zu finden. Stellenweise ist die Seeveniederung vermoort.
Die Wälder sind teilweise als Erlen-Eschen-Auwälder mit Schwarzerle und Esche sowie Hainbuche, Rotbuche, Vogelkirsche, Gewöhnlicher Traubenkirsche, Bruchweide, Flatterulme und Stieleiche sowie Weiden-Auwälder mit Silberweide, Bruchweide und Schwarzpappel ausgeprägt.
Stellenweise sind Moorwälder ausgeprägt. Hier dominiert die Moorbirke. Dazu gesellen sich Hängebirke und Vogelbeere, stellenweise auch Schwarzerle.
Insbesondere an den Talrändern sind Waldgesellschaften als Hainsimsen-Buchenwald mit Rotbuche, Hainbuche, Traubeneiche und Stieleiche, Buchen-Eichenwälder mit Rotbuche, Traubeneiche, Stieleiche und Hainbuche sowie Unterholz aus Stechpalme und Eichenwälder mit Stieleiche, Traubeneiche, Hängebirke, Moorbirke und Waldkiefer sowie Hainbuche und Rotbuche ausgeprägt. Die Wälder im Naturschutzgebiet sind vielfach naturnah mit hohem Alt- und Totholzanteil ausgebildet.
Im Naturschutzgebiet sind stellenweise Stillgewässer mit überwiegend gut entwickelter Wasser- und Verlandungsvegetation zu finden. So siedeln hier unter anderem Laichkraut- und Froschbissgesellschaften.
Das Naturschutzgebiet ist Lebensraum verschiedener Säugetiere, Vögel, Reptilien und Amphibien. So ist im Naturschutzgebiet beispielsweise der Fischotter heimisch. Die Niederung ist Lebensraum und Nahrungshabitat des Weißstorchs.